# Brandon Paul
Brandon Paul (Gurnee, 30 d'abril de 1991) és un jugador de bàsquet professional estatunidenc.
Va jugar bàsquet universitari de la Universitat d'Illinois. Durant el seu últim any de l'escola secundària, va ser guardonat amb el títol de 2009 d'Illinois Mr. Basketball.